# 軍中樂園 (電影)
《軍中樂園》，由鈕承澤導演的一部台灣輔導級電影，參與演員包括阮經天、陳意涵、陳建斌、萬茜、王柏傑、苗可麗、陳以文、黃健瑋、小蝦、都拉斯、廖啟智、大飛等。該片於2013年12月19日殺青，2014年9月5日檔期上映。

## 劇情簡介
1949年，蔣介石在國共內戰中失利，率領軍民退守台灣，力圖反攻大陸。1969年，軍中菜鳥小寶隨一批新兵來到前線金門，被選入最精銳的海龍蛙兵部隊，接受魔鬼士官長老張的嚴苛訓練。然而小寶生性怕水，終究慘遭退訓，並被調到素有「軍中樂園」之稱的軍中特約茶室「金門八三一」工作。
對家教甚嚴的小寶而言，軍中樂園對他的挑戰更加艱難，他在這裡見到在軍中屢被霸凌、艱困求生的同梯鐘華興，也見到老張鐵漢柔情的一面、和他對對侍應生阿嬌的癡心，更察覺自己被侍應生妮妮的神祕氣質吸引，兩人經常在夜裡相聚談笑。
侍應生莎莎遭到老兵欺負，鐘華興和她互有情意，便親手為她削髮易服，兩人一起游泳叛逃到中國大陸，但沒能成功。某次妮妮趁著離營時逃跑，小寶偷聽到她打電話，才知道她已是人母，並因殺夫被判刑。之後妮妮坦承丈夫經常對自己和孩子施以暴力，便趁夜縱火殺夫，但小寶依然對她情有獨鍾，甚至趁半夜和她一同去看曇花。
副司令官余守中娶親後，老張也有意申請退伍，打算娶阿嬌後到臺灣開餃子館，然而小寶認為阿嬌只是在玩弄老張的情感，便趁著勞軍表演時透露實情。老張和阿嬌談判破局，氣得將她勒斃，而老張也遭軍法處置。小寶哭著處理老張的遺物，對此感到萬分後悔。
1971年的中華民國國慶日，妮妮獲得特赦，得以返回家鄉。臨走之前，她和小寶首次在床上坦誠相對，但小寶想起對自己的承諾，仍想將初夜留給共度一生的伴侶，沒有和妮妮發生性關係。妮妮離開金門八三一，不久之後小寶也退伍離去。隨兩岸關係和緩，軍中特約茶室在1990年遭到廢除，軍中樂園走入歷史。

## 演員陣容
| 演員   | 飾演角色     | 角色介紹 |
| 阮經天 | 小寶／羅保台 | 「小寶」羅保台，1950 年生，二十歲，山外特約茶室管理員。 機伶，可愛，人緣好，待人有同理心，富正義感，與茶室侍應生妮妮發展出一段動人的曖昧情誼。 因其純情在室的身分成為茶室眾姊妹們蓄意撩撥的對象，褲襠內一不小心就自動升旗，痛癢難耐，但他堅壁清野固守陣線，為了口中那位「未來的老婆」。                                     |
| 陳意涵 | 阿嬌         | 「8號」阿嬌，房門前總是大排長龍，生意最好。以楚楚可憐之姿接客，惹人疼愛，然一轉身，現實無情。平日樣貌只是手腕，生存之道，卻令老張深陷其中，無法自拔。 |
| 陳建斌 | 老張／張永善 | 「老張」張永善，1926年生，四十四歲，山東人，海龍蛙兵老士官長。 一口鄉音，脾氣臭又硬，戰功彪炳，傳曾游泳至廈門潛入戲院挾持放映師放映國軍政宣片。 1944 年在家鄉被拉伕加入軍隊，從此與親人分離。大字不識一個，常找小寶代筆寫下一封封寄不出的信，痴戀侍應生阿嬌。因發現阿嬌不過是在玩弄感情而將阿嬌殺死，自己也被憲兵逮捕槍斃。 |
| 萬茜   | 妮妮         | 「7號」妮妮，氣質出眾，表情少，話也少，不太正眼看人，每天只接客一位，其餘九張票自掏腰包購買。英文流利，會彈吉他，與小寶因吉他教唱產生感情。家境原本富裕的她，不顧父母反對而跟一個男人結婚生子，卻被家暴。後來放火殺丈夫而被判刑，為了早日見兒子，所以選擇到特約茶室以求緩刑。                                               |
| 王柏傑 | 鐘華興       | 和小寶感情最好的同梯弟兄，農家出身，愛思考、有理想，下部隊後遭學長無理霸凌，在部隊掙扎求生，最後和莎莎一起游泳叛逃大陸。 |
| 苗可麗 | 阿霞         | 「2號」阿霞姐，牙尖嘴利，大姐頭性格，據說年輕時曾是酒店紅牌，但如今年華已逝，盛況不再，是茶室中生意最差的，不時藉著幾招生存伎倆，從其他大排長龍的房門口搶客。 |

### 其他演員
| 演員      | 飾演角色             | 角色介紹                                                                     |
| 陳以文    | 余守中               | 張永善的長官，山東同鄉。                                                     |
| 黃健瑋    | 海龍教官             |                                                                              |
| 雷婕熙    | 莎莎                 | 「16號」，與鍾華興互戀，因在茶室被老兵欺侮，與同樣遭到霸凌的鍾華興一起叛逃。 |
| 許琬姍    | 月桃                 | 「5號」，體型最胖的侍應生，生下一子命名「守義」。                            |
| 鍾詩敏    | 侍應生1號            |                                                                              |
| 林子君    | 侍應生3號            |                                                                              |
| 亞薇·米治 | 侍應生4號            |                                                                              |
| 麥巧文    | 侍應生9號            |                                                                              |
| 陳品卉    | 侍應生10號           |                                                                              |
| 方佳琳    | 侍應生12號           |                                                                              |
| 饒星星    | 侍應生13號           |                                                                              |
| 翁寧謙    | 侍應生15號           |                                                                              |
| 謝俊惠    | 侍應生18號           |                                                                              |
| 張瑋      | 侍應生20號           |                                                                              |
| 程相銀    | 海龍營長             |                                                                              |
| 王振全    | 當舖老闆             |                                                                              |
| 王千航    | 賭局老兵             |                                                                              |
| 程六一    | 打人老兵             |                                                                              |
| 尚國瑋    | 送鏈老兵             |                                                                              |
| 項洪      | 張永善母親           |                                                                              |
| 王銳      | 少年張永善           |                                                                              |
| 吳建瑋    | 雷霆演習憲兵         |                                                                              |
| 陳芷盈    | 新娘                 |                                                                              |
| 蔡惠美    | 婚禮媒婆             |                                                                              |
| 黎明玲    | 美容院老闆娘         |                                                                              |
| 吳增棟    | 菜刀店老闆           |                                                                              |
| 李水寬    | 老牛農夫             |                                                                              |
| 衛國泰    | 勞軍主持人           |                                                                              |
| 大飛      | 海龍隊員             |                                                                              |
| 李迪恩    | 海龍隊員             |                                                                              |
| 石知田    | 王成良               | 茶室新學弟                                                                   |
| 廖啟智    | 廣東老兵             |                                                                              |
| 尚国伟    | 覃洪                 | 老兵A                                                                        |
| 李迪恩    | 冰店海龍             |                                                                              |
| 林立揚    | 冰店海龍             |                                                                              |
| 蕭傳勳    | 冰店海龍             |                                                                              |
| 王昀      | 冰店姐妹             |                                                                              |
| 余月如    | 冰店姐妹             |                                                                              |
| 施名帥    | 霸凌學長             |                                                                              |
| 王淮仲    | 霸凌學長             |                                                                              |
| 林意堂    | 霸凌學長             |                                                                              |
| 陳大天    | 車大勇               | 茶室學長                                                                     |
| 都拉斯    | 林信宏               | 茶室伙房                                                                     |
| 脫一然    | 周經武               | 茶室主任                                                                     |
| 姚卓君    | 王勇                 | 國軍第26师师长                                                               |
| 李登科    | 蔣中正               | 中華民國總統，1971年視察金門時宣佈大赦、減刑除了貪汙犯以外的罪犯             |
| 邱子芯    | 鄧麗君               | 客串演出(金门劳军会的片段出现过)                                             |
| 柯念萱    | 白嘉莉               |                                                                              |
| 梁以辰    | 勞軍女星             |                                                                              |
| 卓玨      | 勞軍舞者             |                                                                              |
| 游雅琦    | 勞軍舞者             |                                                                              |
| 李雯      | 侍應生新7號          |                                                                              |
| 葉良財    | 海龍教官表哥         |                                                                              |
| 譚慶普    | 新訓醫生             |                                                                              |
| 王博玄    | 新訓班長             |                                                                              |
| 張哲豪    | 新訓班長             |                                                                              |
| 張福剛    | 新訓班長             |                                                                              |
| 陳政陽    | 小守義（新生兒）     |                                                                              |
| 李耀宇    | 小守義（滿七個月）   |                                                                              |
| 亞歐都    | 小華興               |                                                                              |
| 張心儀    | 小莎莎               |                                                                              |
| 陳美貞    | 金門馬山觀測所播音員 |                                                                              |

## 電影歌曲
| 曲別   | 歌名               | 演唱者 | 作詞 | 作曲 | 備考                                                |
| 主題曲 | River of No Return | 萬茜   |      |      | 翻唱1954年電影《大江東去》同名歌曲，原唱玛丽莲·梦露 |

## 周邊商品
小說
- 軍中樂園（原作：鈕承澤、曾莉婷 / 小說執筆：彭雁筠）時報出版
  - 2014年9月1日發售、ISBN 978-957-136-056-0

寫真書
- 軍中樂園寫真書（紅豆製作股份有限公司）布克文化
  - 2014年9月25日發售、ISBN 978-986-572-817-5

DVD
發售日期：2015年9月25日、產品編號：SD15070001、EAN 471-1404-12527-0（發行商：采昌國際多媒體）

## 獎項

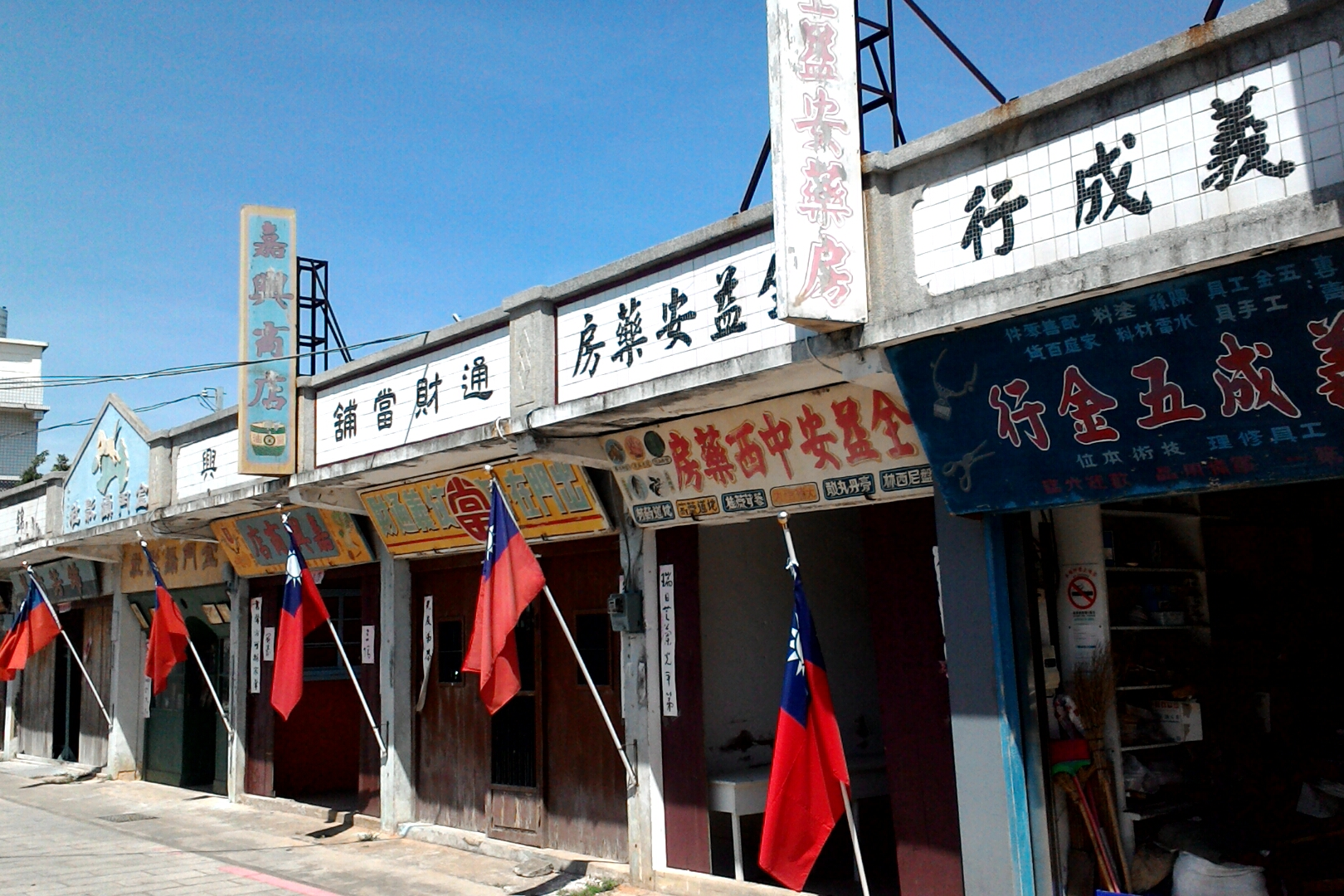
位於金門縣金沙鎮陽翟聚落的軍中樂園場景。

| 頒獎典禮             | 獎項                 | 名字                   | 結果 |
| -------------------- | -------------------- | ---------------------- | ---- |
| 第51屆金馬獎         | 最佳男配角           | 陳建斌                 | 獲獎 |
| 第51屆金馬獎         | 最佳女配角           | 陳意涵                 | 提名 |
| 第51屆金馬獎         | 最佳女配角           | 萬茜                   | 獲獎 |
| 第51屆金馬獎         | 最佳美術設計         | 黃美清                 | 提名 |
| 第51屆金馬獎         | 最佳造型設計         | 方綺倫、許力文、高佳霖 | 提名 |
| 第51屆金馬獎         | 最佳音效             | 杜篤之、湯湘竹         | 提名 |
| 第34屆香港電影金像獎 | 最佳兩岸華語電影     | 軍中樂園               | 提名 |
| 第9屆亞洲電影大獎    | 最佳男主角           | 阮經天                 | 提名 |
| 第9屆亞洲電影大獎    | 最佳男配角           | 陳建斌                 | 提名 |
| 第9屆亞洲電影大獎    | 最佳女配角           | 萬茜                   | 提名 |
| 華語電影傳媒大獎     | 百家傳媒年度致敬電影 | 軍中樂園               | 獲獎 |
| 第17屆台北電影節     | 台北電影獎最佳編劇   | 鈕承澤、曾莉婷         | 獲獎 |
| 第17屆台北電影節     | 台北電影獎最佳美術   | 黃美清                 | 獲獎 |

## 爭議
《軍中樂園》拍片期間，導演鈕承澤涉嫌違法冒名帶中国大陆攝影師曹郁進入左營港勘景拍攝，兩人被台灣高雄地檢署以違反《要塞堡壘地帶法》起訴。鈕承澤已於出庭時認罪，全案仍待法院審理。

## 外部連結
- 軍中樂園的Facebook專頁
- 《军中乐园》发前导预告片 陈建斌陈意涵床戏曝光(图) （页面存档备份，存于）
- 《军中乐园》台湾首周获2800 （页面存档备份，存于）
- Yahoo奇摩電影上《軍中樂園》的資料（繁體中文）
- 開眼電影網上《軍中樂園》的資料（繁體中文）
- 香港影庫上《軍中樂園》的資料（繁體中文）
- 时光网上《軍中樂園》的資料（简体中文）
- 豆瓣电影上《军中乐园》的資料 （简体中文）
- 互联网电影数据库（IMDb）上《軍中樂園》的资料（英文）
- YouTube上的軍中樂園頻道